# Aeropuerto de La Ronge
El Aeropuerto de La Ronge (del inglés: La Ronge Airport o Barber Field) (IATA: YVC, OACI: CYVC) está ubicado a 2 MN (3,7 km; 2,3 mi) al noreste de La Ronge, Saskatchewan, Canadá.

## Aerolíneas y destinos
- Transwest Air
  - Fond du Lac / Aeropuerto de Fond-du-lac
  - Points North / Aeropuerto de Points North
  - Prince Albert / Aeropuerto de Prince Albert
  - Regina / Aeropuerto Internacional de Regina
  - Saskatoon / Aeropuerto Internacional de Saskatoon John G. Diefenbaker
  - Stony Rapids / Aeropuerto de Stony Rapids
  - Wollaston Lake / Aeropuerto de Wollaston Lake
- West Wind Aviation
  -  Pronto Airways
    - Prince Albert / Aeropuerto de Prince Albert
    - Points North / Aeropuerto de Points North
    - Saskatoon / Aeropuerto Internacional de Saskatoon John G. Diefenbaker
    - Stony Rapids / Aeropuerto de Stony Rapids
    - Uranium City / Aeropuerto de Uranium City